# Televisionsmordet
Televisionsmordet (engelska: The Glass Web) är en amerikansk långfilm från 1953 i regi av Jack Arnold, med Edward G. Robinson, John Forsythe, Kathleen Hughes och Eve McVeagh i rollerna. Filmen bygger på romanen Spin the Glass Web av Max Simon Ehrlich.

## Handling
Ett triangeldrama utvecklas bakom kulisserna vid en TV-serie om brottsfall. Både manusförfattaren och programmets konsult har haft en affär med samma kvinna. När kvinnan hittas mördad pekar allt på manusförfattaren, men snart börjar detaljer om mordet dyka upp när man planerar nästa program i serien.

## Rollista
| Edward G. Robinson | – Henry Hayes                |
| John Forsythe      | – Don Newell                 |
| Kathleen Hughes    | – Paula Rainer (Abbott)      |
| Eve McVeagh        | – Viv                        |
| Richard Denning    | – Dave Markson               |
| Hugh Sanders       | – Detective Lt. Mike Stevens |
| Jean Willes        | – Sonia                      |

## Produktion
Filmen visades både som 3D-film och i vanligt format.